# هیلزبورو (آیووا)
هیلزبورو (به انگلیسی: Hillsboro) شهری در ایالت آیووا کشور ایالات متحده آمریکا است که جمعیت آن در سرشماری سال ۲۰۱۰ میلادی، ۱۸۰ نفر بوده‌است.